# Jadunia biroi
Jadunia biroi är en akantusväxtart som först beskrevs av Gustav Lindau och K. Schum., och fick sitt nu gällande namn av Gustav Lindau. Jadunia biroi ingår i släktet Jadunia och familjen akantusväxter. Inga underarter finns listade i Catalogue of Life.